# Сутоки (Рамешковский район)
Су́токи— село в Рамешковском районе Тверской области. Относится к сельскому поселению Ильгощи. До 2006 года центр Сутокского сельского округа.
Население по переписи 2002 года — 151 человек, 71 мужчина, 80 женщин.
Находится на автодороге Р86 «Кушалино— Горицы— Кашин— Калязин», в 27 км от Кушалино, в 13 км от села Горицы.
Рядом с селом протекает речка Крапивка. Южнее села — крупнейший в области болотный массив Оршинский Мох со множеством озер, крупнейшее — озеро Великое. Петроозерье, островное поселение в центре этих болот, входило ранее в Сутокский сельсовет (сельский округ).

## История
Селение Сутоки известно с XVI века, некоторое время было во владении Троице-Сергиева монастыря, с XVIII века — в помещичьем владении.
В 1859 году владельческое село Сутоки, 54 версты от уездного города Корчевы, при реке Суточке, 5 дворов, 43 жителя, 2 православные церкви.
В 1887 году село центр прихода Погорельцевской волости Корчевского уезда, в селе 3 жилых и 13 нежилых построек, здание церкви; проживали семья священника и 3 крестьянских семьи — всего 19 человек. В селе земская школа (открыта в 1884 году).
В 1919 году в селе Сутока — 13 дворов, школа, почта. В 1931 году село Сутоки в Иванцевском сельсовете Калининского района Московской области, в 1940 году — Кушалинского района Калининской области.
Во время Великой Отечественной войны мужчины села, годные к службе, были призваны в армию. Оставшиеся жители села направлялись на строительство оборонительных сооружений, расчистку дорог зимой, лесоповал. В 1941-42 годах в селе проживали эвакуированные и беженцы. В годы войны на фронтах погибли 16 жителей села.
В 1950 году образован Сутокский сельский Совет, в 1951 году к нему присоединины Афатовский, Иванцевский и Петроозёрский сельсоветы. В 1957-63 годах сельсовет в Горицком районе, с 1963 — в Рамешковском. По переписи 1989 года в селе проживали 146 человек.
В 2001 году в селе 58 домов, в них постоянно проживали 154 человека, 16 домов — собственность наследников и дачников.

## Население
| 1859 | 1997 | 2002 | 2008 | 2010 |
| ---- | ---- | ---- | ---- | ---- |
| 45   | ↗159 | ↘151 | ↗166 | ↗168 |

## Достопримечательности
Памятником архитектуры является здание Спасской церкви с оградой и воротами 1791—1905 гг., паспорт № 1121, а также усадьба священника Н. Л. Прутенского, 1900—1901 гг., личная собственность, паспорт № 5550.

## Известные люди
В селе родился Герой Советского Союза (1945) Пётр Петрович Сергеев (1915—1969), похоронен в посёлке Максатиха. Одна из улиц Максатихи носит его имя.